# Kiếp cầm ca
"Kiếp cầm ca" là một ca khúc do nhạc sĩ Huỳnh Anh sáng tác, nói về nỗi niềm của nghề ca kỹ.

## Trích đoạn
"Kiếp cầm ca" được viết theo điệu tango.
| “ | Mưa rơi cho đời thêm nhớ thương Hạt mưa ướt vai người tha hương Mưa rơi phố thưa vắng tiêu đìều Xóm nghèo quạnh hiu màn đêm tịch liêu Đêm đêm đem lời ca tiếng thơ Đời ca hát cho người mua vui Nhưng khi cánh nhung khép im lìm Ánh đèn lặng tắt Gởi ai nỗi niềm | ” |

## Nhầm lẫn
Người ta thường gán nhầm tên "Kiếp cầm ca" cho bài hát "Tình đời" của nhóm nhạc sĩ Lê Minh Bằng (lấy tên tác giả là "Dạ Cầm", cũng có tài liệu ghi là của "Minh Kỳ - Vũ Chương") vì "Tình đời" có chứa cụm từ "kiếp cầm ca" khá nhiều. Bên cạnh đó, người ca kỹ mà Huỳnh Anh viết trong "Kiếp cầm ca" là nghệ sĩ cải lương chứ không phải là ca sĩ như nhiều người suy tưởng. Chính ông giải thích rằng đã viết "Kiếp cầm ca" cho nghệ sĩ cải lương Thanh Nga, hơn nữa, chi tiết "cánh nhung khép im lìm" để chỉ về sân khấu cải lương chứ không phải phòng trà ca nhạc.